# Heinrichsfeld
Heinrichsfeld, niedersorbisch Šenki, ist ein Wohnplatz der Stadt Spremberg im Landkreis Spree-Neiße in Brandenburg. Bis zur Eingemeindung am 1. Januar 1946 war Heinrichsfeld eine eigenständige Gemeinde.

## Lage
Heinrichsfeld liegt in der Niederlausitz und zählt zum amtlichen Siedlungsgebiet der Sorben/Wenden. Der Ort liegt unmittelbar westlich der Spremberger Kernstadt und ist heute mit dem Stadtgebiet verschmolzen. Weitere umliegende Dörfer sind der heute ebenfalls zur Kernstadt gehörende Wohnplatz Kochsdorf im Norden, Trattendorf im Südosten, Obertrattendorf im Süden sowie Pulsberg im Südwesten. Heinrichsfeld befindet sich im Lausitzer Braunkohlerevier, die ehemals westlich gelegenen Ortschaften Roitz und Stradow wurden in den 1970er- und 80er-Jahren vom Tagebau Welzow-Süd überbaggert.
Südlich von Heinrichsfeld verläuft die Bundesstraße 156.

## Geschichte
Der sorbische Ortsname leitet sich vom Begriff šenka für eine Schänke oder Gastwirtschaft ab.
Für das Jahr 1844 waren in Heinrichsfeld 61 Einwohner verzeichnet, die in acht Gebäuden lebten. Das Dorf war zu dieser Zeit nach Spremberg eingepfarrt. Früher war Heinrichsfeld ein überwiegend sorbischsprachiges Dorf, allerdings ging die Zahl sorbischsprachiger Einwohner bereits ab Mitte des 19. Jahrhunderts stark zurück. Für seine Statistik über die sorbische Bevölkerung in der Lausitz ermittelte Arnošt Muka in den 1880er-Jahren eine Einwohnerzahl von insgesamt 182, davon waren allerdings nur noch 12 Einwohner Sorben und 170 Einwohner Deutscher.
Nach dem Wiener Kongress 1815 ging die zuvor sächsische Niederlausitz und somit auch das Dorf Heinrichsfeld an das Königreich Preußen über. Bei der Kreisneubildung 1816 kam der Gutsbezirk an den Landkreis Spremberg. 1903 wurde der Gutsbezirk Heinrichsfeld in eine Gemeinde umgewandelt. Am 1. Januar 1946 wurde der Ort zusammen mit Kochsdorf und Slamen in die Stadt Spremberg eingemeindet. Am 25. Juli 1952 aus dem Landkreis Spremberg der neue Kreis Spremberg im Bezirk Cottbus gebildet, dem die Stadt Spremberg mit ihren Ortsteilen zugeordnet wurde. Nach der Wende lag Heinrichsfeld zunächst im Landkreis Spremberg in Brandenburg. Nach der Kreisreform im Dezember 1993 kam Heinrichsfeld in den neu gebildeten Landkreis Spree-Neiße.

## Einwohnerentwicklung
| 1875 | 134 | 1925 | 160 |
| 1890 | 179 | 1933 | 159 |
| 1910 | 223 | 1939 | 150 |